# بيير فروتير
بيير فروتير هو سياسي كندي، ولد في 15 نوفمبر 1932 في مونتريال في كندا، وتوفي بنفس المكان في 22 يونيو 2019. نشط حزبياً في حزب كيبيك الليبرالي. وقد انتخب عضو الجمعية الوطنية في كيبك ‏.